# Ripley (Yorkshire du Nord)
Pour les articles homonymes, voir Ripley.
Ripley est un village et une paroisse civile du Yorkshire du Nord, en Angleterre.